# Tloaneng
Tloaneng – wieś w Botswanie w dystrykcie Kweneng. Według spisu ludności z 2011 roku wieś liczyła 868 mieszkańców.